# El ladrón de sueños
El ladrón de sueños är det åttonde studioalbumet av det spanska progressiva power metal-bandet Avalanch. Det släpptes 2010 av skivbolaget Santo Grial Records.
Innan den fullständiga utgåvan av El ladrón de sueños utgavs, bestämde skivbolaget sig för att släppa en kort-version av albumet som innehåller fyra av de elva låtarna som skulle inkluderas i det slutliga albumet; "¿Dónde estoy?", "El ladrón de sueños", "Mil motivos" och "Nunca es tarde"

## Låtlista
1. "¿Dónde estoy?" – 6:01
2. "El ladrón de sueños" – 6:40
3. "Mil motivos" – 3:49
4. "El hombre solo" – 6:52
5. "Aléjate de mi" – 5:35
6. "Nunca es tarde" – 4:15
7. "Cuatro canciones" – 4:49
8. "Sin rumbo" – 6:17
9. "Torres en el cielo" – 6:43
10. "Where the River Flows" – 4:47
11. "Melodía incompleta" (instrumental) – 5:01

Text & musik: Alberto Rionda

## Medverkande
Musiker (Avalanch-medlemmar)
- Alberto Rionda – sologitarr
- Ramón Lage – sång
- Dany León – rytmgitarr
- Francisco Fidalgo – basgitarr
- Marco Álvarez – trummor
- Roberto Junquera – keyboard

Produktion
- Alberto Rionda – producent, ljudtekniker, ljudmix, mastering
- Carlos Rodriguez – omslagsdesign, omslagskonst